# Friedhof Rathausstraße (Berlin-Lichtenberg)

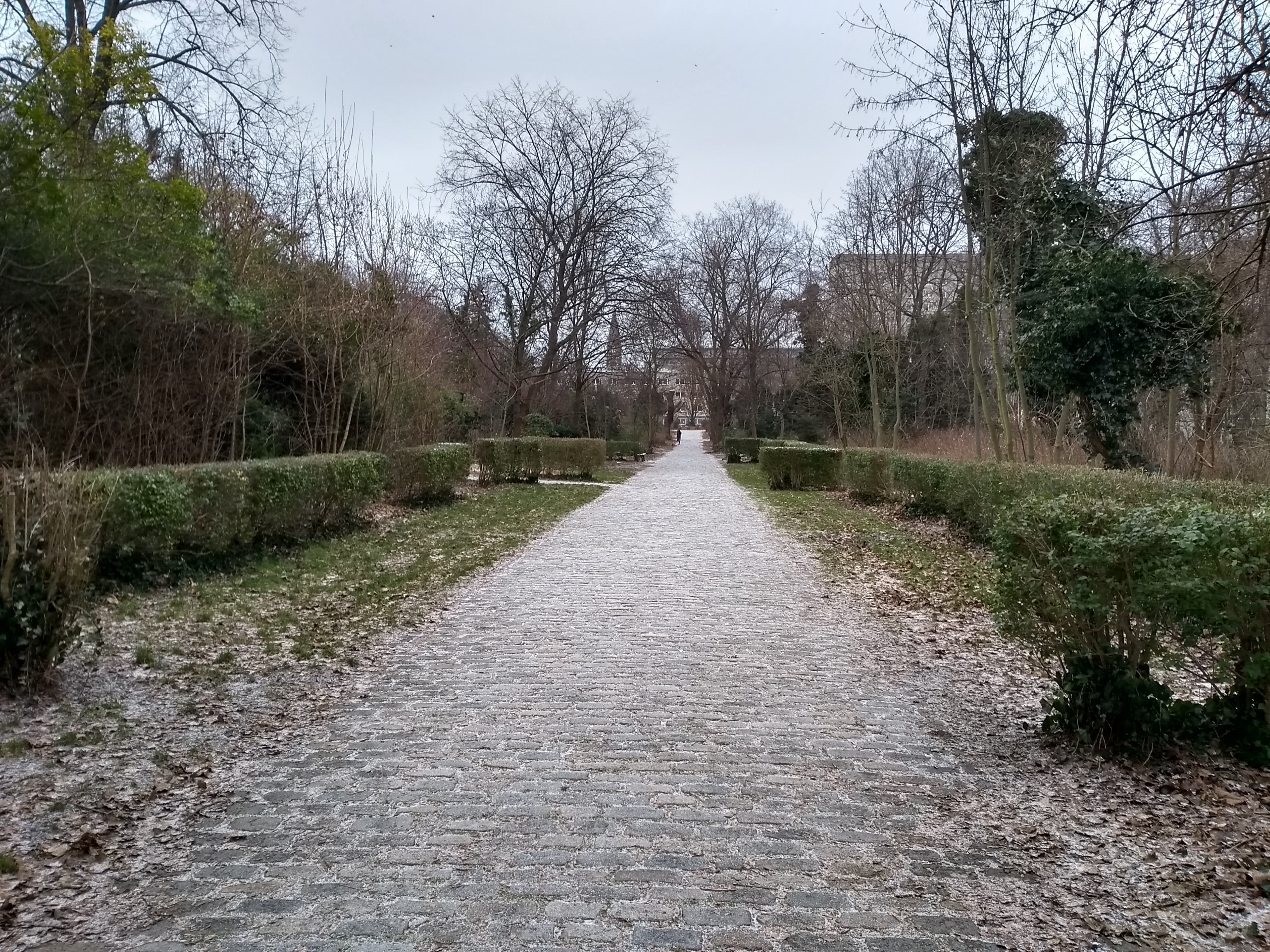
Mittelachse des Friedhofs

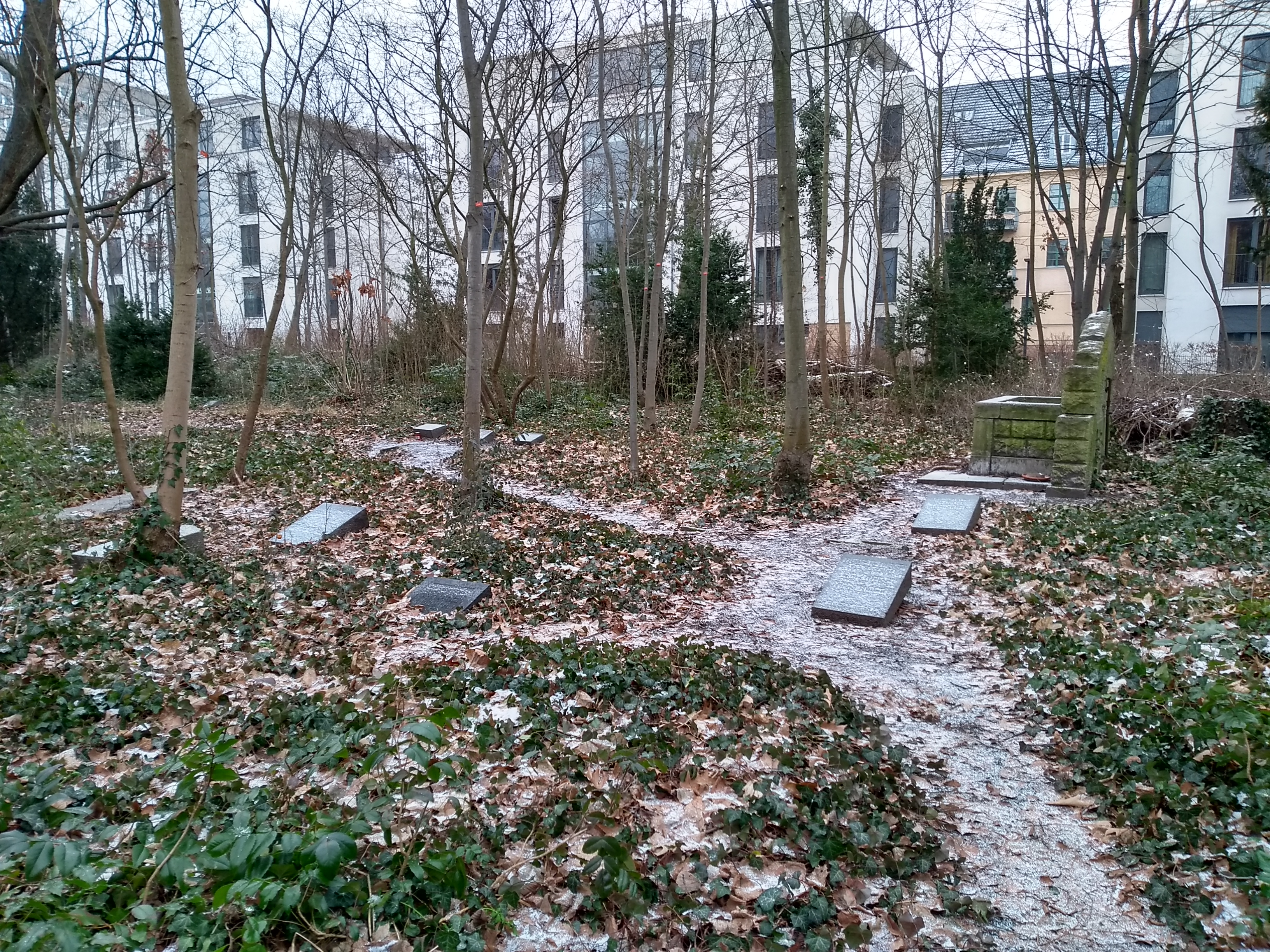
Grabsteine

Der Friedhof Rathausstraße ist ein ehemaliger Friedhof in der Rudolf-Reusch-Straße 4–10 im Berliner Ortsteil Lichtenberg des gleichnamigen Bezirks.

## Geschichte und Beschreibung
Um die umliegenden Friedhöfe in der Gotlinde- und Möllendorffstraße zu entlasten, wurde der Friedhof Rathausstraße im Jahr 1904 angelegt und ab Anfang der 1920er Jahre vor allem für Urnenbestattungen genutzt. Er ist seit 1971 geschlossen und wurde in den 1980er Jahren zu einer öffentlichen Grünanlage umgewidmet. Allerdings wurde die Fläche nicht beräumt, sodass bis heute Grabsteine in der Anlage zu finden sind. Sie dient vor allem als Wegeverbindung zwischen Rudolf-Reusch-Straße und Ruschestraße und wird im Norden vom Hoenerweg und im Süden vom Bleckmannweg  begrenzt.
Ab 1995 wurden erste Maßnahmen zur Umgestaltung in einen Park getroffen. Die historische Mittelachse wurde erhalten. Im Integrierten Städtebaulichen Entwicklungskonzept 2014 wurde empfohlen, die Grünfläche im Rahmen eines Gutachterverfahrens neu zu gestalten. In einem 2016 mit Anwohnern durchgeführten Beteiligungsworkshop sprach sich die Mehrheit der Teilnehmer dafür aus, die Grünfläche weitgehend in ihrem derzeitigen Zustand zu belassen, aber behutsame Eingriffe zur Verbesserung der Begehbarkeit und Nutzung vorzunehmen. Dementsprechend erarbeitete ein studentisches Projekt der TU Berlin 2018/2019 einen Gestaltungsvorschlag, um die Nutzungsanforderungen mit dem Erhalt des vorhandenen Biotops und der Vegetation in Einklang zu bringen. Weitere Planungen wurden coronabedingt ausgesetzt, sollen aber wieder aufgenommen werden.
Es handelt sich um einen Alleequartierfriedhof mit einer Fläche von 15.556 m². Er ist in der amtlichen Übersicht des Grünanlagenbestands von Berlin unter der Nummer 21GA09 verzeichnet.